# CSS Virginia
La CSS Virginia, fu un ariete corazzato della Confederate States Navy, protagonista assieme alla USS Monitor della battaglia di Hampton Roads, primo scontro tra navi corazzate della storia.
Il 20 aprile 1861, quando le autorità della Virginia entrarono in possesso del Cantiere di Norfolk dopo la sua evacuazione da parte delle forze federali, trovarono, fra altri oggetti di valore, il relitto della fregata a vapore USS Merrimack. Benché bruciata fino alla linea di galleggiamento ed affondata, la parte bassa dello scafo della grande nave ed i macchinari erano intatti. Durante la restante parte del 1861 e nei primi due mesi del 1862 la Marina degli Stati Confederati la recuperò, la portò all'asciutto e la convertì in una corazzata a casamatta con sperone, un nuovo tipo di nave da guerra che prometteva di controbilanciare la grande superiorità dell'Unione in navi da guerra convenzionali. Entrata in servizio come CSS Virginia a metà febbraio 1862, la corazzatura di ferro della nave la rendeva virtualmente invulnerabile al fuoco dei cannoni del tempo.

## Caratteristiche tecniche
La Virginia era lunga 83 m (275 ft) ed era protetta da una corazza lunga 49 m (160 ft) nella parte centrale dello scafo, la corazza era in legno di quercia e di pino per uno spessore di 60 cm (2 ft). Sopra il legno erano fissate due virole di ferro dello spessore di 50 mm (2 in) ciascuna. I lati della corazza erano inclinati di 36°, la parte superiore (che fungeva da tetto) era in grate di ferro, con quattro boccaporti.
L'armamento offensivo era dato da un cannone rigato da sette pollici Brooke su affusto ruotante a ciascuna estremità ed una batteria ai lati di due cannoni rigati da sei pollici Brooke e sei da nove pollici Dahlgren ad anima liscia. Alla prua era fissato un rostro o sperone di ghisa, del peso di 680 kg (1500 lb), che sporgeva dalla prua della nave di 60 cm permettendo di utilizzare la nave stessa come arma mortale.
I motori a vapore erano rimasti gli stessi utilizzati dalla nave quando faceva parte della US Navy e, secondo il parere dei motoristi, erano poco affidabili, permettendo comunque una velocità di 6 nodi.

## Primo impiego operativo
La Virginia sostenne il suo primo combattimento l'8 marzo 1862, discendendo il fiume Elizabeth da Norfolk ed entrando in Hampton Roads. In una storica azione che dimostrò drammaticamente la superiorità delle navi da guerra a vapore corazzate nei confronto delle avversarie in legno ed a vela, essa speronò ed affondò il grande sloop-of-war USS Cumberland distruggendo poi a cannonate la fregata USS Congress. In effetti, poiché la Congress era arenata su un banco di sabbia e quindi non se ne poteva prendere possesso, o costringerla ad ammainare la bandiera, il comandante della Virginia diede l'ordine di sparare con palle arroventate sulla nave inerme, fino alla sua distruzione. A Washington molti anziani membri del Governo federale furono presi dal panico, convinti che la Virginia costituisse una grave minaccia al potere marittimo dell'Unione ed alle città costiere. Essi non sapevano che le sue serie limitazioni operative, causate dal profondo pescaggio, dalla debole potenza del motore e della tenuta del mare estremamente scarsa, essenzialmente ne limitavano l'uso a canali profondi ad acque calme ed alle acque interne.

## Il giorno dopo
Comunque, le loro preoccupazioni furono alleviate il giorno successivo. Mentre la CSS Virginia tornava ad Hampton Roads per attaccare la fregata a vapore USS Minnesota, trovò ad aspettarla la corazzata prototipo dell'Unione, la Monitor. Ne seguì una seconda battaglia storica, con i due contendenti che si sparavano a vicenda senza effetti mortali, finché l'azione terminò in una ritirata tattica nel primo pomeriggio del 9 marzo 1862.

## Il prosieguo delle operazioni
Per i due mesi successivi le due corazzate si tennero reciprocamente in scacco. La Virginia, riparata e rinforzata nei Cantieri di Norfolk e al comando del nuovo capitano Josiah Tattnall III, ritornò nell'area di Hampton Roads l'11 aprile e l'8 maggio, ma non ne risultarono altri combattimenti con la Monitor. Quando i Confederati abbandonarono le loro posizioni nell'area di Norfolk, la Virginia era minacciata dalla perdita della sua base. Dopo un inutile tentativo di alleggerirla a sufficienza per risalire il fiume James, l'11 maggio la formidabile corazzata confederata fu distrutta dal suo equipaggio al largo dell'isola di Craney, circa sei miglia dal punto in cui aveva elettrizzato il mondo con le sue battaglie dell'8 e 9 marzo. La carcassa della Virginia fu rimossa quasi completamente fra il 1866 ed il 1876.

## Galleria d'immagini

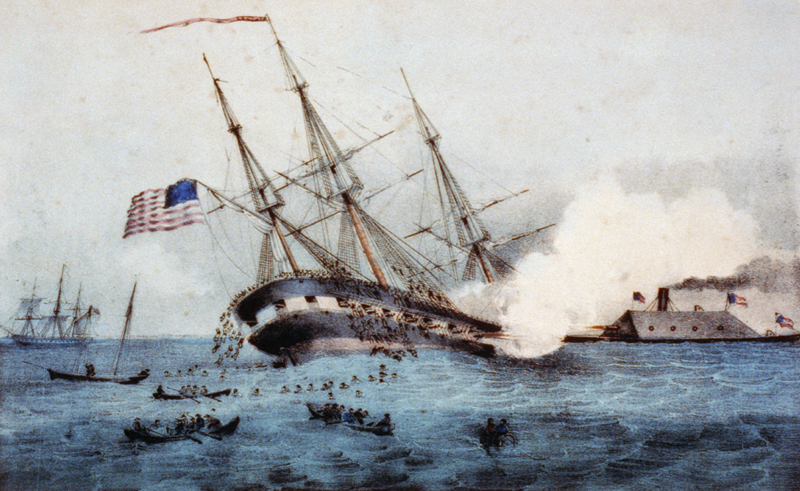
La Virginia sperona la Cumberland
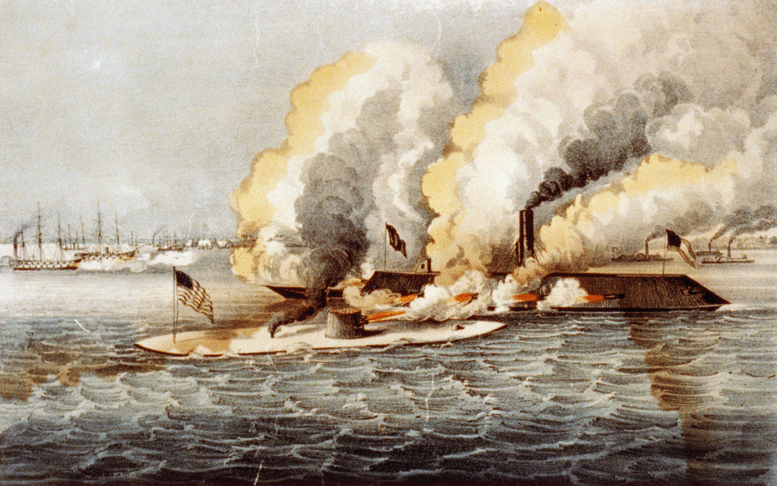
Combattimento fra la Virginia e la Monitor